# De taart
De taart is het 47e stripverhaal van De Kiekeboes. De reeks wordt getekend door striptekenaar Merho. Het album verscheen in mei 1990.

## Verhaal
Het verhaal speelt zich af op de twintigste trouwdag van Marcel Kiekeboe. Charlotte denkt dat Kiekeboe hun trouwdag is vergeten. Kiekeboe heeft een taart gekocht voor zijn vrouw Charlotte, waarin een ring verborgen zit. Als hij de taart mee naar huis wil nemen, gebeuren er allerlei vreemde dingen, waardoor hij zijn taart steeds kwijtraakt. Kiekeboe probeert het ganse album lang het stuk gebak terug te krijgen, terwijl het voortdurend van eigenaar wisselt en hij in steeds eigenaardiger situaties verzeild raakt. Verschillende personages hebben in dit verhaal een cameo: het gezin Kiekeboe, het gezin Van Der Neffe, Inspecteur Sapperdeboere, Firmin en Chichi Van De Kasseien, inspecteur Sapperdeboere, Fernand Goegebuer, De Dikke Dame, Moemoe, ... Als Kiekeboe de taart weer terugvindt en aan zijn vrouw overhandigt, is de ring verdwenen. Uiteindelijk blijkt de ring nog bij de banketbakker te liggen.

## Achtergrond
De vrouw van Kiekeboes baas Firmin Van De Kasseien, Chichi, maakt in strook 58 haar debuut.